# Pontcirq
 Pontcirq  (en occitano Pontcirc) es una población y comuna francesa, situada en la región de Mediodía-Pirineos, departamento de Lot, en el distrito de Cahors y cantón de Catus.

## Demografía
| 168 | 144 | 140 | 141 | 141 | 151 |
| Para los censos de 1962 a 1999 la población legal corresponde a la población sin duplicidades (Fuente: INSEE [Consultar]) |     |     |     |     |     |